# ویلیام کی. اورسن
ویلیام کی. اِوِرسن (انگلیسی: William K. Everson؛ ۸ آوریل ۱۹۲۹ – ۱۴ آوریل ۱۹۹۶) آرشیویست، مؤلف، استاد دانشگاه، منتقد و مورخ فیلم و سینما آمریکایی-بریتانیایی بود. نام کوچک او «کیث ویلیام» بود، اما او ترتیب نام خود را برعکس کرد تا مخفف نامش، «ویلیام کی.» شود که نام کوچکِ کارگردان نامدار هالیوود ویلیام کی. هاوارد بود که اِوِرسن وی را تحسین می‌کرد.
وی استاد رشتهٔ سینما در مدرسه هنر تیش در دانشگاه نیویورک بود و چندین فیلم گمشده را کشف کرد.